# Квитень (ансамбль, Мариуполь)
Народный ансамбль танца «Квитень» (укр. Квітень - апрель) — ансамбль танца при дворце культуры Металлургов Мариуполя. Руководитель — заслуженный работник культуры Украины Людмила Федотова.
Был образован в 1993 году на базе старшей группы образцового ансамбля народного танца «Веснянка». В этом же году получил звание «народного».
Ансамбль неоднократно принимал участие в международных фестивалях и конкурсах танца, в том числе в международном фестивале «Менелаида» (Греция, г. Кардица. Апрель 2006 года) и Словацко-Украинской Забаве, был лауреатом II и III Всеукраинского конкурса хореографии имени Павла Вирского.
Ансамбль участвовал в гастролях в Германии, Бразилии, Испании и Франции.